# 스트리트 파이터 알파 2
《스트리트 파이터 알파 2》(Street Fighter Alpha 2)는 캡콤이 제작한 1996년 아케이드 대전 격투 게임이다. 《스트리트 파이터》의 하위 시리즈인 《스트리트 파이터 알파》의 후속작이자 리부트 리메이크으로, 시간대상 《스트리트 파이터 II》의 이전 이야기를 다뤘다. 일본에서는 《스트리트 파이터 제로 2》라는 제목으로 발매됐다.
전작에서 소개됐던 3단계 슈퍼 콤보 게이지에 더해, 전작의 체인 콤보를 대체하는 커스텀 콤보 시스템이 도입됐으며, 이를 이용해 타임 게이지의 제한 시간동안 기본기 및 필살기를 연계하는 콤보를 펼칠 수 있다. 기존 13명의 출연진 이외에 달심, 장기에프같은 기존 《스트리트 파이터》 인물과 로렌트같은 《파이널 파이트》 시리즈의 인물들이 소개됐다.
아케이드판 출시 이후 플레이스테이션, 세가 새턴, 슈퍼 패미컴 및 마이크로소프트 윈도우로 이식판이 출시됐다. 이후 캡콤은 기술들과 새 캐릭터를 추가한 개선판 《스트리트 파이터 알파 2 골드》를 일본 지역에서 출시했다. 1998년 후속작 《스트리트 파이터 알파 3》가 제작돼 출시됐다.

## 개발
《스트리트 파이터 알파 2》는 1996년 2월, 도쿄의 AOU 쇼에서 처음 공개됐다.
당시 캡콤의 숙련 플래너 미카미 신지에 따르면 《알파 2》에 추가된 캐릭터들의 균형을 맞추기 위해 기본기의 피해량을 증가시켰다고 한다.

## 출시
2018년 5월, 플레이스테이션 4, 엑스박스 원, 닌텐도 스위치 및 마이크로소프트 윈도우로 출시된 합본 《스트리트 파이터 30th 애니버서리 컬렉션》에 수록됐다. 이 판에는 업데이트판 《알파 2 골드》가 포함되지 않았다.

## 참조

### 내용주
1. ↑  영어: Street Fighter Zero 2, 일본어: ストリートファイターZERO 2
2. ↑  영어: Street Fighter Alpha 2 Gold
3. ↑  일칭 《스트리트 파이터 제로 2 알파》(Street Fighter Zero 2 Alpha)